# Les Authieux
Les Authieux ist eine französische Gemeinde mit 292 Einwohnern (Stand: 1. Januar 2022) im Département Eure in der Region Normandie. Sie gehört zum Arrondissement Évreux und zum Kanton Saint-André-de-l’Eure. Die Einwohner werden Autheusiens und Autheusiennes genannt.

## Geografie
Les Authieux liegt etwa 18 Kilometer südsüdöstlich von Évreux. Umgeben wird Les Authieux von den Nachbargemeinden Jumelles im Norden und Nordwesten, La Forêt-du-Parc im Norden und Nordosten, Saint-André-de-l’Eure im Osten, Coudres im Süden sowie Chavigny-Bailleul im Westen und Südwesten.

## Einwohner
| Jahr      | 1962 | 1968 | 1975 | 1982 | 1990 | 1999 | 2006 | 2013 | 2020 |
| --------- | ---- | ---- | ---- | ---- | ---- | ---- | ---- | ---- | ---- |
| Einwohner | 126  | 146  | 149  | 155  | 241  | 229  | 224  | 284  | 291  |

## Sehenswürdigkeiten

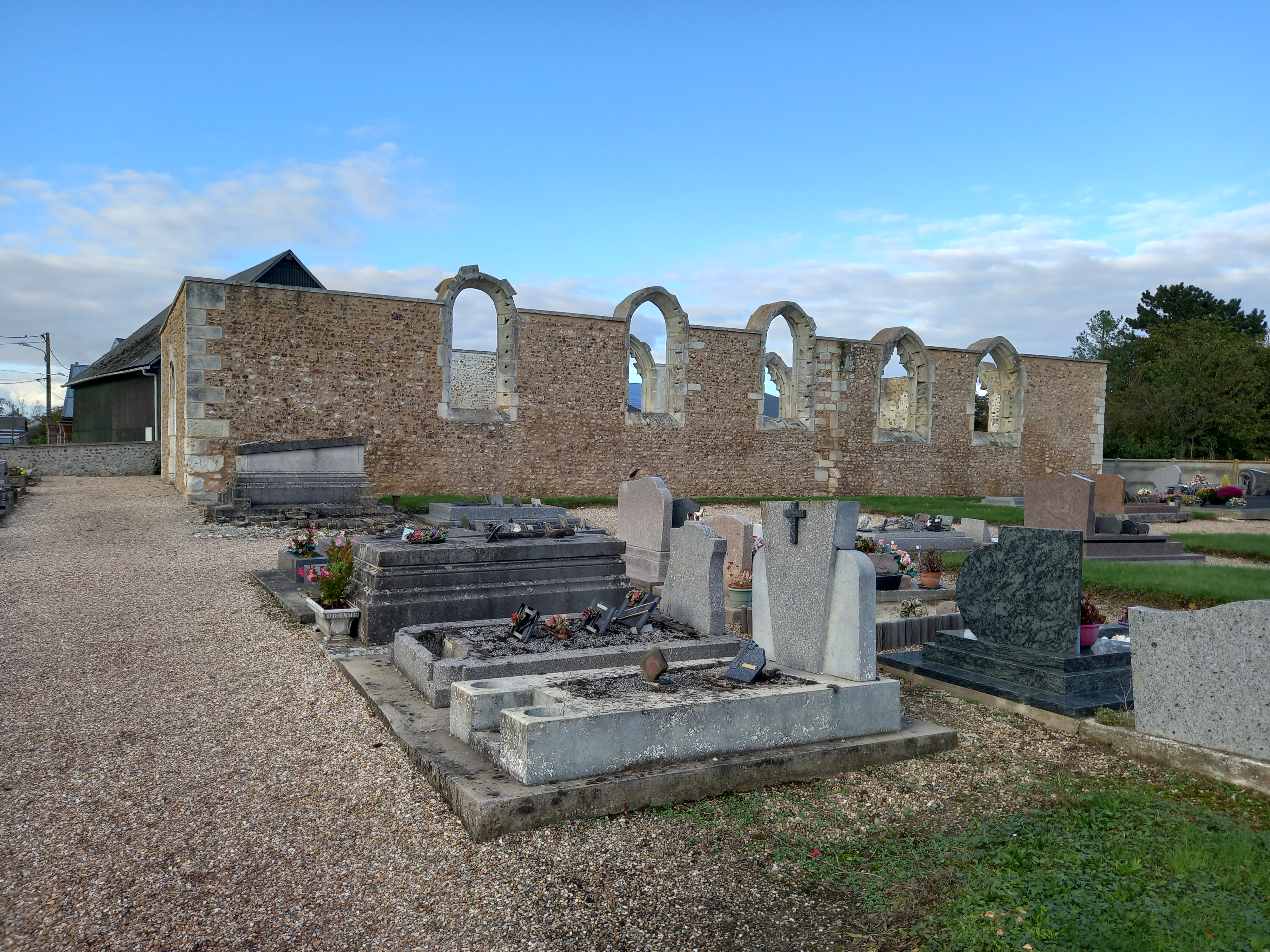
Kirchenruine Saint-Étienne

- Kirchenruine Saint-Étienne